# 주한 우크라이나 대사관
주한 우크라이나 대사관(우크라이나어: Посольство України в Республіці Корея)은 대한민국 서울특별시 용산구 이태원로45길 21(한남동 737-75)에 있는 우크라이나 대사관이다. 현임 주한 우크라이나 대사는 드미트로 포노마렌코이다.

## 공관 연혁
- 1991년 8월 24일: 우크라이나가 소련으로부터 독립함
- 1991년 12월 30일: 대한민국 정부가 우크라이나를 주권 국가로 승인함
- 1992년 2월 10일: 대한민국과 우크라이나 간의 외교 관계가 수립됨
- 1992년 12월 12일: 대한민국 정부가 우크라이나 키이우에 주우크라이나 대한민국 대사관을 정식 설립함[1]
- 1995년: 우크라이나 정부가 대한민국의 기업인인 왕호상 동호국제 사장을 주한 우크라이나 명예 총영사로 임명함[2]
- 1996년 12월: 대한민국을 방문한 레오니드 쿠치마 우크라이나 대통령이 김영삼 대한민국 대통령과의 정상회담에서 우크라이나 정부가 대한민국 주재 대사관을 설립하겠다는 계획을 전달함[3]
- 1997년 10월: 우크라이나 정부가 서울특별시 서초구 서초동 외교센터에 주한 우크라이나 대사관을 정식 설립함[4]
- 2002년 12월: 주한 우크라이나 대사관이 서울특별시 용산구 동빙고동(장문로 51)으로 이전됨[5][6]
- 2015년 1월 30일: 주한 우크라이나 대사관이 서울특별시 용산구 한남동(이태원로45길 21)으로 이전됨[1]

## 역대 주한 우크라이나 대사
- 1997년 9월 ~ 2001년 10월: 미하일로 레즈니크 (Михайло Резнік)
- 2001년 11월 ~ 2005년 3월: 볼로디미르 푸르칼로 (Володимир Фуркало)
- 2006년 5월 ~ 2008년 9월: 유리 무슈카 (Юрій Мушка)
- 2008년 9월 ~ 2011년 5월: 볼로디미르 벨라쇼우 (Володимир Бєлашов)
- 2011년 9월 ~ 2017년 6월: 바실 마르마조우 (Василь Мармазов)
- 2017년 6월 ~ 2020년 9월: 올렉산드르 호린 (Олександр Горін)
- 2021년 11월 ~ 현재: 드미트로 포노마렌코 (Дмитро Пономаренко)

## 같이 보기
- 대한민국-우크라이나 관계
- 우크라이나의 재외공관 목록
- 대한민국 주재 외국공관 목록
- 주우크라이나 대한민국 대사관